# Штурм Трокадеро

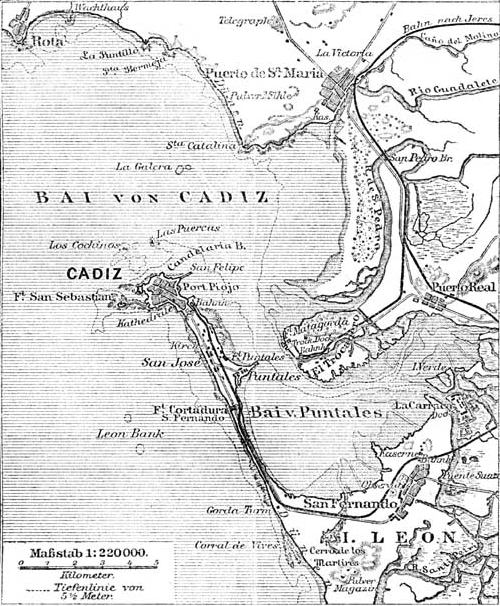
Трокадеро на карте Кадисского залива (1888)

Штурм форта Трокадеро (исп. Batalla de Trocadero) 31 августа 1823 года — заключительное сражение во время Французской интервенции в Испанию, окончившееся победой французов.
После революции 1820 года в Испании была ограничена власть короля, принята конституция 1812 года и назначено либеральное правительство. После беспорядков в Мадриде в 1823 году король уехал в Севилью, и кортесы сместили его с престола под предлогом психического заболевания.
Для обсуждения испанских дел в октябре 1822 года в Вероне был созван конгресс держав Священного союза. Было принято решение об отправке в Испанию французского экспедиционного корпуса с целью восстановления абсолютистской монархии.
17 апреля 1823 года французские войска (около 100 тысяч человек) под командованием герцога Ангулемского вступили в Испанию. Мадрид был занят французами, власть в отсутствие короля передана регенту. Остатки революционной армии и кортесы укрылись в Кадисе. Туда же был перевезён Фердинанд VII.
Доступ к Кадису блокировал форт Трокадеро. 31 августа 1823 года французские войска, воспользовавшись отливом, взяли форт в штыковой атаке. Потери французов составили 141 человек, с испанской стороны были 150 убитых, 300 раненых. Было захвачено 1000 пленных. В рядах французской армии в этот день сражался Карл Альберт Савойский, будущий король Сардинии.
Французская армия взяла укрепление и построила новые батареи, направленные в сторону Кадиса. Город бомбили в течение трех недель. Герцог Ангулемский контролировал залив, но единственный способ войти в город был через единственный сухопутный проход, который у него был, через Сан-Фернандо по мосту Суасо, который хорошо защищался. Герцог решил обстрелять замок Санкти-Петри и попытаться высадиться в точке Бокерон, чтобы продолжить атаку пешком до Кадиса. 20 сентября был открыт огонь по форту, который немедленно сдался, а 23-го камергер Фердинанда VII, герцог Вальмедианский, встретился с герцогом, чтобы сообщить ему, что король свободен и встретит его там, где они установили. Фердинанд сел на баржу, которая доставила его из Кадиса в Эль-Пуэрто-де-Санта-Мария, где он встретил герцога.
Город Кадис окончательно сдастся 5 октября.
В честь битвы при Трокадеро получила название площадь в Париже (именем которой названа, в свою очередь, станция метро).